# San Giovanni a Teduccio

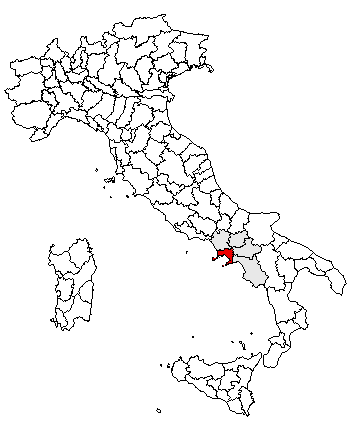
Neapel ligger i sydvästra Italien.

 San Giovanni a Teduccio  är en stadsdel i Neapel i sydvästra Italien med cirka 30 000 invånare.

## Historia
Området blev en del av Neapel under fasciststyret och har utvecklas väldigt snabbt sedan andra världskriget. Arbetslöshet och kriminalitet är dock något som har drabbat hela östra Neapel.

## Ekonomi
Historiskt sett var San Giovanni a Teduccio hjärtat av den tidiga industrin i Neapel. Det var i denna stadsdel som man producerade Italiens första järnväg.